# Willem van Abcoude
Willem van Abcoude en Duurstede (1345 – 23 mei 1407)  was een edelman uit het Sticht. Hij was heer van Abcoude, Wijk bij Duurstede, Gaasbeek, Putten en Strijen.
Willem van Abcoude was de zoon van Johanna van Horne, die na het overlijden van haar broer het bezit van onder andere Gaasbeek en Strijen erfde, en van Gijsbert III van Abcoude, heer van Abcoude en Wijk bij Duurstede. Na de dood van hun vader verdeelden zijn oudere broer Zweder van Abcoude en Willem de erflanden. Daarmee werd hij heer van Abcoude en Duurstede. Na het overlijden van Zweder in 1400 werd hij voogd over diens zoon Jacob van Gaasbeek en verkreeg hij de macht over het gehele familiebezit. 
Tijdens zijn leven was hij door zijn grote bezittingen in verschillende gebieden binnen de Nederlanden actief op hoog politiek niveau. Hij vocht onder andere mee in de Arkelse Oorlogen en was betrokken bij de Hoekse en Kabeljauwse twisten. 

## Huwelijk en kinderen
Hij trouwde met Maria van Walcourt en kreeg met haar twee kinderen:
- Johanna van Abcoude, die trouwde met Jan van Brederode.
- Gijsbert van Abcoude

Ook werd hij de voogd van zijn neef Jacob van Gaasbeek.

## Devoot Christen
Willem was waarschijnlijk een devoot man. Twee kloosters in de Nederlanden zijn door hem opgericht. De eerste daarvan is het kartuizerklooster Nieuwlicht bij Utrecht, dat hij in 1391 samen met zijn broer Zweder van Abcoude stichtte. Later stichtte hij in 1398 het dominicanessenklooster Maria Magdalena in Wijk bij Duurstede, een stad waar hij als landheer grote invloed had. Dit was het eerste domicanessenklooster in de Noordelijke Nederlanden. Waarschijnlijk koos Willem voor deze orde door de familiebanden die hij met ze had, verschillende familieleden waren al lid. Bij de stichting schonk hij het klooster al de goederen die nodig waren voor de bouw en renten ter ondersteuning van de dagelijkse kosten die een klooster draagt. Vier jaar later, bij de intrede van zijn dochter schonk hij het klooster ook nog eens verschillende landerijen waardoor het klooster financieel erg sterk stond en zou blijven staan. In dit klooster zijn Willem en zijn vrouw ook begraven. In Wijk bij Duurstede stichtte hij rond 1400 bovendien het Ewoud en Elisabeth gasthuis. De precieze datum is niet bekend, maar het door het uitgevaardigde Reglement is gedateerd op 14 februari 1400. 
Ook heeft hij grote giften gedaan aan het Utrechtse Sint Bartholomeus Gasthuis in 1378, waarvan o.a. een kapel gebouwd werd en een accommodatie voor ziekenzorg werd aangelegd. In 1407 richtte hij vanuit dit gasthuis een christelijk broederschap op, aan wie hij niet alleen genoeg schonk om het gasthuis zelf te onderhouden voor de komende jaren maar ook extra voor een armenpot, om uit te delen aan de armen van de stad.

## Dood en opvolging
Bij de dood van Willem van Abcoude in 1407 stierf ook zijn geslacht uit. Zijn zoon Gijsbert was enkele maanden eerder al overleden en zijn dochter Johanna was toegetreden in het Maria Magdalenaklooster, waardoor zij geen erfrechten meer had. Hierdoor kon zijn neef Jacob van Gaasbeek met steun van de Utrechtse bisschop zijn landen erven. Deze erfenis ging niet probleemloos, omdat Jan van Brederode, de schoonzoon van Willem, het klooster waar hij voor Willems dood lekenbroeder was verliet in een poging samen met Johanna de erfenis te claimen. Jacob van Gaasbeek won deze strijd uiteindelijk, waarmee de landgoederen van Willem van Abcoude hem toekwamen. 